# The Authority (catch)
Pour les articles homonymes, voir The Authority.
Palmarès
voir ici
The Authority était un clan de catcheurs heels travaillant à la World Wrestling Entertainment, créé par Triple H après avoir aidé Randy Orton à remporter le WWE Championship contre Daniel Bryan à SummerSlam 2013.
Ce groupe, mené par Triple H et Stephanie McMahon a eu plusieurs catcheurs alliés, mais les plus fidèles étaient Seth Rollins surnommé « Le futur de la WWE » jusqu'à sa blessure au genou en novembre 2015, Kane qui fut Directeur des Opérations jusqu'en octobre 2015, et Randy Orton surnommé « Le visage de la WWE » jusqu'en novembre 2014. Le groupe The Shield a également fait office de protection au clan avant de se retourner contre lui en mars 2014. Le nom « The Authority » a été introduit en octobre 2013 car le couple Triple H et Stephanie McMahon est au pouvoir. Le groupe partage de similarités avec The Corporation et la McMahon-Helmsley Faction, et a eu également des liens avec d'anciens clans menés par Triple H, la D-Generation X et Evolution.
Le groupe prend fin lors de WrestleMania 32 lorsque Triple H perd le WWE World Heavyweight Championship contre Roman Reigns et que Vince McMahon partage le contrôle de Monday Night Raw entre ses enfants Shane et Stephanie.

## Histoire

### Formation du groupe et rivalité avec Daniel Bryan (2013-2014)
En juin 2013, les membres de la Famille McMahon se disputent pour avoir le contrôle de la  WWE . Le 15 juillet à Raw, John Cena choisit Daniel Bryan pour être l'aspirant numéro un à son WWE Championship lors de SummerSlam. Durant les semaines suivantes, Vince McMahon ne cesse de répéter que Daniel Bryan n'a pas le profil pour représenter la compagnie. Le 12 août à Raw, Triple H porte son Pedigree sur Brad Maddox et annonce qu'il sera l'arbitre spécial du match entre John Cena et Daniel Bryan.
Lors de SummerSlam, Daniel Bryan bat John Cena et remporte le Championnat de la WWE. Après le match, Triple H porte son Pedigree à Daniel Bryan ce qui profite à Randy Orton qui utilise son  contrat Money in the Bank pour remporter le titre, effectuant alors un Heel Turn.
Le lendemain à Raw a lieu le couronnement de Randy Orton aux côtés de Vince McMahon, Stephanie McMahon et Triple H. Lors de cette célébration, Triple H invite Daniel Bryan mais ce dernier se fait attaquer par The Shield et par Randy Orton créant officiellement le clan. À partir de cette soirée, The Shield alors tous champions (WWE Tag Team Championship détenu par Seth Rollins et Roman Reigns et United States Championship détenu par Dean Ambrose) deviennent les gardes du corps du nouveau champion de la WWE Randy Orton sous les ordres de Triple H, le COO de la WWE. Ils ont notamment pour objectif de tenir Daniel Bryan à l'écart du champion. Ils passeront ainsi les semaines suivantes à affaiblir Daniel Bryan physiquement. Kane rejoint lui aussi le groupe de Triple H avec le rôle de Directeur des Opérations. 
La rivalité de Randy Orton avec Daniel Bryan pour le WWE Championship se poursuit avec un match organisé entre les deux hommes pour Night of Champions. Lors de Night of Champions, Dean Ambrose bat Dolph Ziggler pour conserver son United States Championship, Seth Rollins et Roman Reigns conserve leurs WWE Tag Team Championship contre The Prime Time Players et dans le main event Daniel Bryan remporte le titre de Champion de la WWE pour la seconde fois en battant Randy Orton. Le lendemain à Raw, Triple H retire le titre à Daniel Bryan à cause d'un tombé trop rapide exécuté par l'arbitre et rend le titre vacant. Durant sa rivalité avec Daniel Bryan, le clan était aussi en rivalité avec Big Show car ce dernier n'était pas d'accord avec le régime de Triple H. Alors, le clan prit la décision de le punir en le mettant dans des matchs handicap contre The Shield, à le forcer à combattre des catcheurs comme The Miz ou Daniel Bryan ou encore en le forçant à regarder les autres Superstars se faire attaquer sous peine d'être renvoyé. Le clan sera aussi en rivalité avec la famille Rhodes après avoir renvoyé Cody Rhodes et Dusty Rhodes. À Battleground, Cody Rhodes et Goldust (avec Dusty Rhodes) battent The Shield (Seth Rollins et Roman Reigns) pour récupérer leurs emplois puis le Big Show intervient dans le match pour le WWE Championship en attaquant l'arbitre, Daniel Bryan et Randy Orton pour envoyer un message à The Authority. Le lendemain à Raw, Big Show se fait renvoyer par Stephanie McMahon après avoir révélé qu'on lui a ordonné de mettre KO Daniel Bryan. Juste après ça, Big Show porte son KO Punch sur Triple H et le sonne avant d'être escorté par les officiels en dehors du bâtiment. Le 14 octobre à Raw, Cody Rhodes et Goldust remportent les WWE Tag Team Championship dans un match sans disqualification contre Seth Rollins et Roman Reigns grâce à l’intervention de Big Show qui avait mis K.O. tous les membres du Shield.

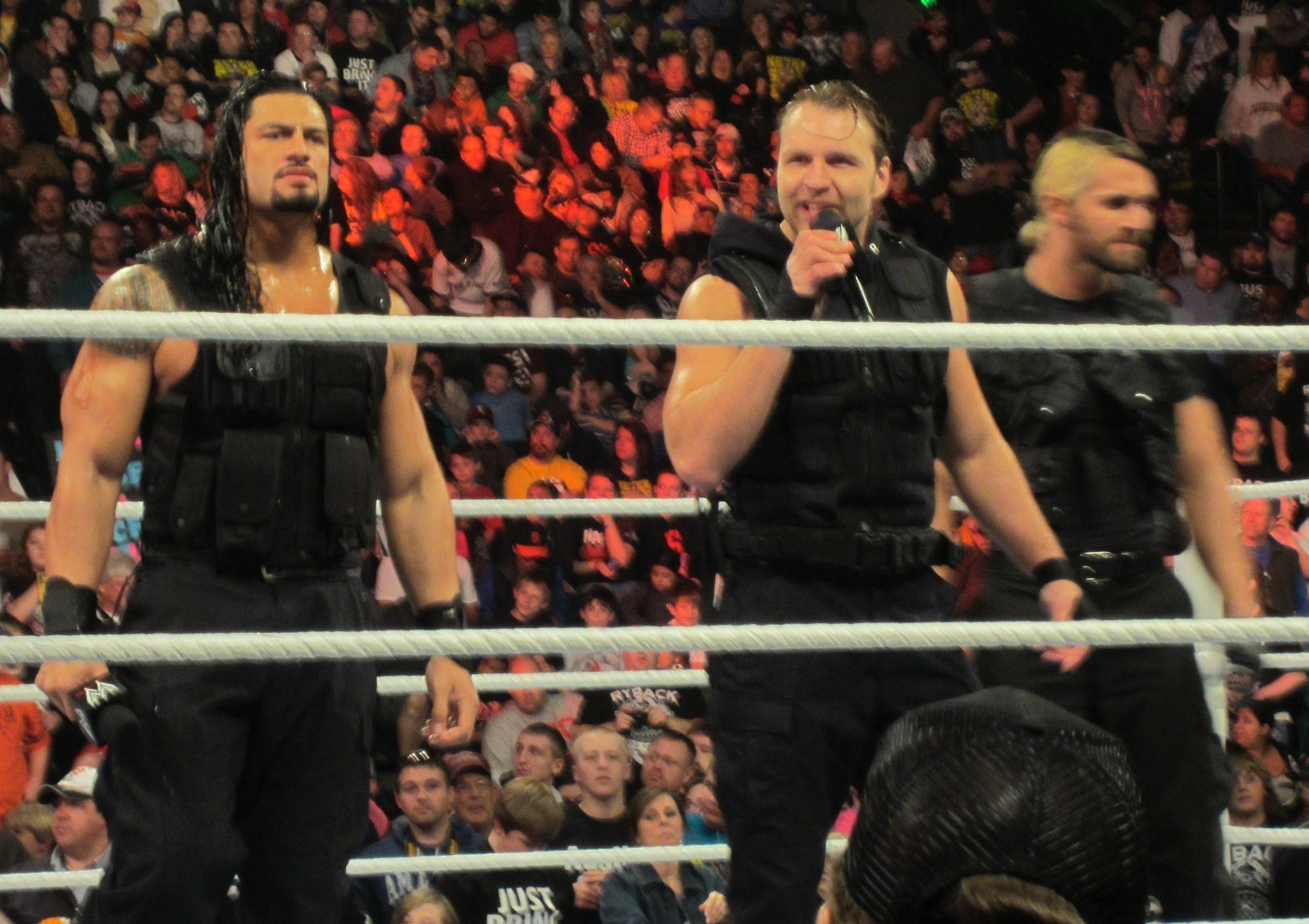
The Shield s'adressant au public.

Lors de Hell in a Cell, Dean Ambrose conserve son  WWE United States Championship par décompte à l'extérieur contre Big E, Seth Rollins et Roman Reigns ne récupère pas les WWE Tag Team Championship  contre Cody Rhodes et Goldust dans un match qui impliquait également The Usos puis Daniel Bryan et Randy Orton s'affrontent une dernière fois pour le WWE Championship où Randy Orton l'emporte après que l'arbitre spécial du match Shawn Michaels ait porté son Sweet Chin Music sur Daniel Bryan. Le 4 novembre à Raw, la direction de la WWE oblige Stephanie McMahon et Triple H à donner à Big Show ce qu'il réclame en lui donnant un match pour le WWE Championship face à Randy Orton lors des  Survivor Series . Lors des Survivor Series, The Shield (Dean Ambrose, Seth Rollins et Roman Reigns) font équipe avec The Real Americans (Antonio Cesaro et Jack Swagger) pour battre Cody Rhodes, Goldust, The Usos (Jimmy Uso et Jey Uso) et Rey Mysterio lors du traditionnel match des Survivor Series à 5 contre 5 et lors du dernier match de la soirée Randy Orton réussit à conserver son titre de la WWE contre le Big Show. Le 25 novembre à Raw, John Cena dit que la WWE mérite d'avoir un seul champion. Triple H annonce que Randy Orton et John Cena s'affronteront à TLC dans un match d'unification pour couronner le tout premier WWE World Heavyweight Champion. Lors de TLC, CM Punk bat The Shield (Dean Ambrose, Seth Rollins et Roman Reigns) dans un match handicap à 3 contre 1 et Randy Orton bat John Cena dans un TLC Match et devient le tout premier WWE World Heavyweight Champion.

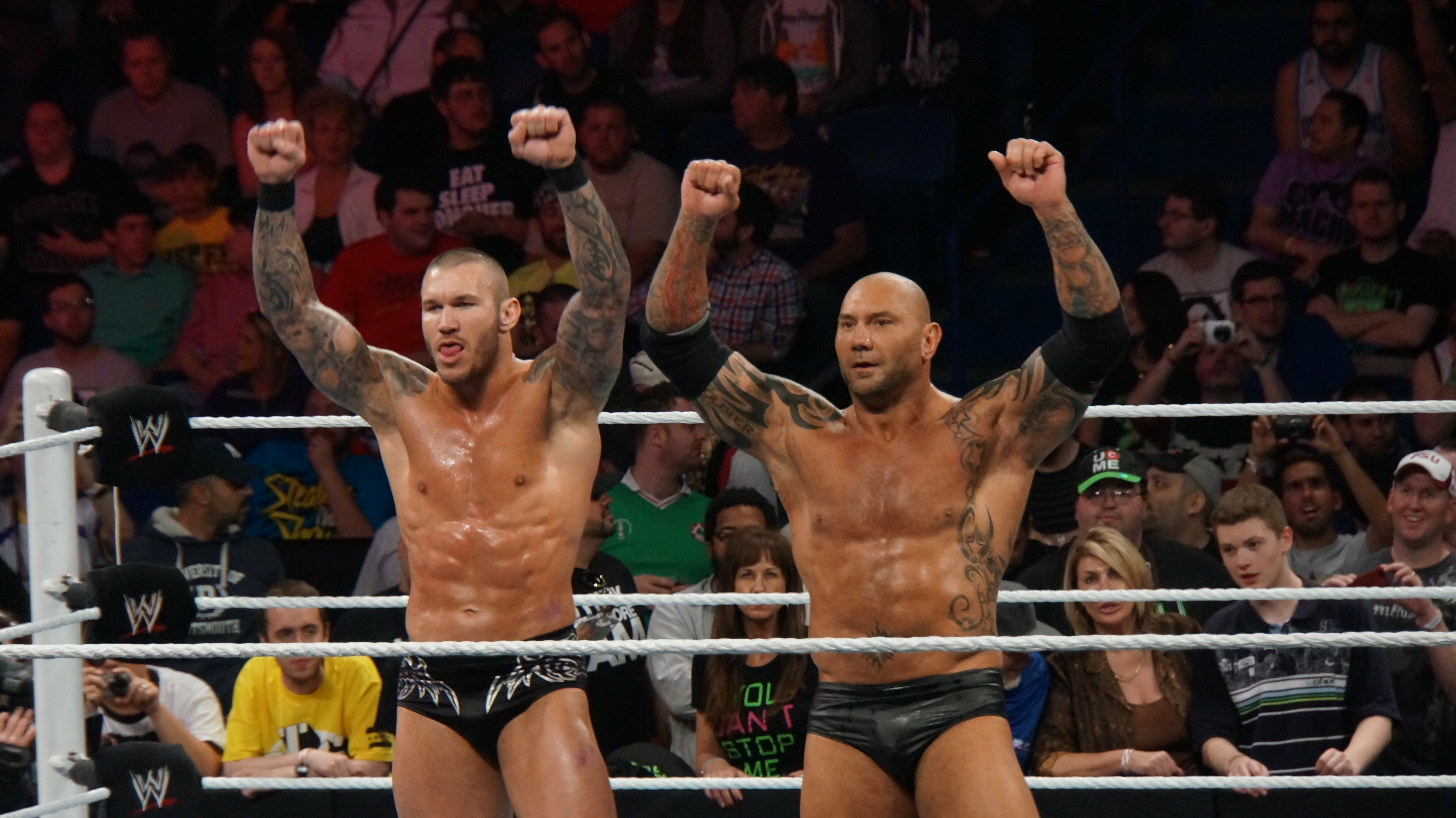
Randy Orton et Batista en 2014.

Le 20 janvier à Raw, Batista effectue son retour à la WWE après 4 ans d’absence accueilli par Triple H et Stephanie McMahon puis déclare à Randy Orton vouloir remporté son WWE Championship. Lors du Royal Rumble, les New Age Outlaws (Road Dogg et Billy Gunn) battent Cody Rhodes et Goldust pour remporter les WWE Tag Team Championship, Randy Orton conserve son titre de Champion du Monde Poids-Lourds de la WWE contre John Cena grâce à l'intervention de la Wyatt Family puis Kane, Dean Ambrose, Seth Rollins, Roman Reigns et Batista participe au Royal Rumble Match qui sera remporté par Batista après qu'il a éliminé  Roman Reigns  en dernier. Le lendemain à Raw, les New Age Outlaws annoncent qu'ils deviennent des alliés occasionnels de The Authority. Lors de Elimination Chamber, les New Age Outlaws conservent leurs titres par équipe contre The Usos puis Batista bat Alberto Del Rio, ensuite la Wyatt Family (Bray Wyatt, Erick Rowan et Luke Harper) battent The Shield (Dean Ambrose, Roman Reigns et Seth Rollins) dans un Six Man Tag Team Match. Enfin Randy Orton conserve à nouveau son titre dans un Elimination Chamber Match face à John Cena, Daniel Bryan, Antonio Cesaro, Sheamus et Christian grâce à des interventions de Kane et The Wyatt Family.
La rivalité avec Daniel Bryan s'intensifie après que plusieurs membres du clan soient intervenus dans les matchs de ce dernier ce qui va mener ce dernier à défier Triple H à WrestleMania XXX, ce que Triple H refuse. Le 3 mars à Raw, les New Age Outlaws perdent leurs WWE Tag Team Championship contre les Usos. Le 10 mars à Raw, Triple H accepte finalement d'affronter Daniel Bryan à WrestleMania XXX après que ce dernier ait invité des fans à occuper le ring. Plus tard dans la soirée, Triple H ajoute que le vainqueur du match entre lui et Daniel Bryan entrera dans le Triple Threat Match pour le WWE World Heavyweight Championship. Lors du SmackDown du 14 mars, Big Show bat Kane. Lors du RAW du 17 mars, Kane reprochera à The Shield de ne pas l'avoir aidé lors de son match à SmackDown contre  Big Show . Plus tard dans la soirée, Kane demandera au Shield de l'aider à attaquer Jerry Lawler mais l'équipe se retournera contre lui. Plus tard dans la semaine, lors de SmackDown, The Shield se feront attaquer durant leur match par Kane et les New Age Outlaws. Lors du prochain RAW, Kane confirmera le match entre les 6 hommes à WrestleMania. Lors de WrestleMania XXX, les New Age Outlaws et Kane perdent contre The Shield tandis que Daniel Bryan bat Triple H et plus tard dans le Main Event, bat Randy Orton et Batista et remporte le WWE World Heavyweight Championship. À la suite de leur défaite à WrestleMania, les New Age Outlaws quittent The Authority.

### Rivalité avec The Shield (2014)

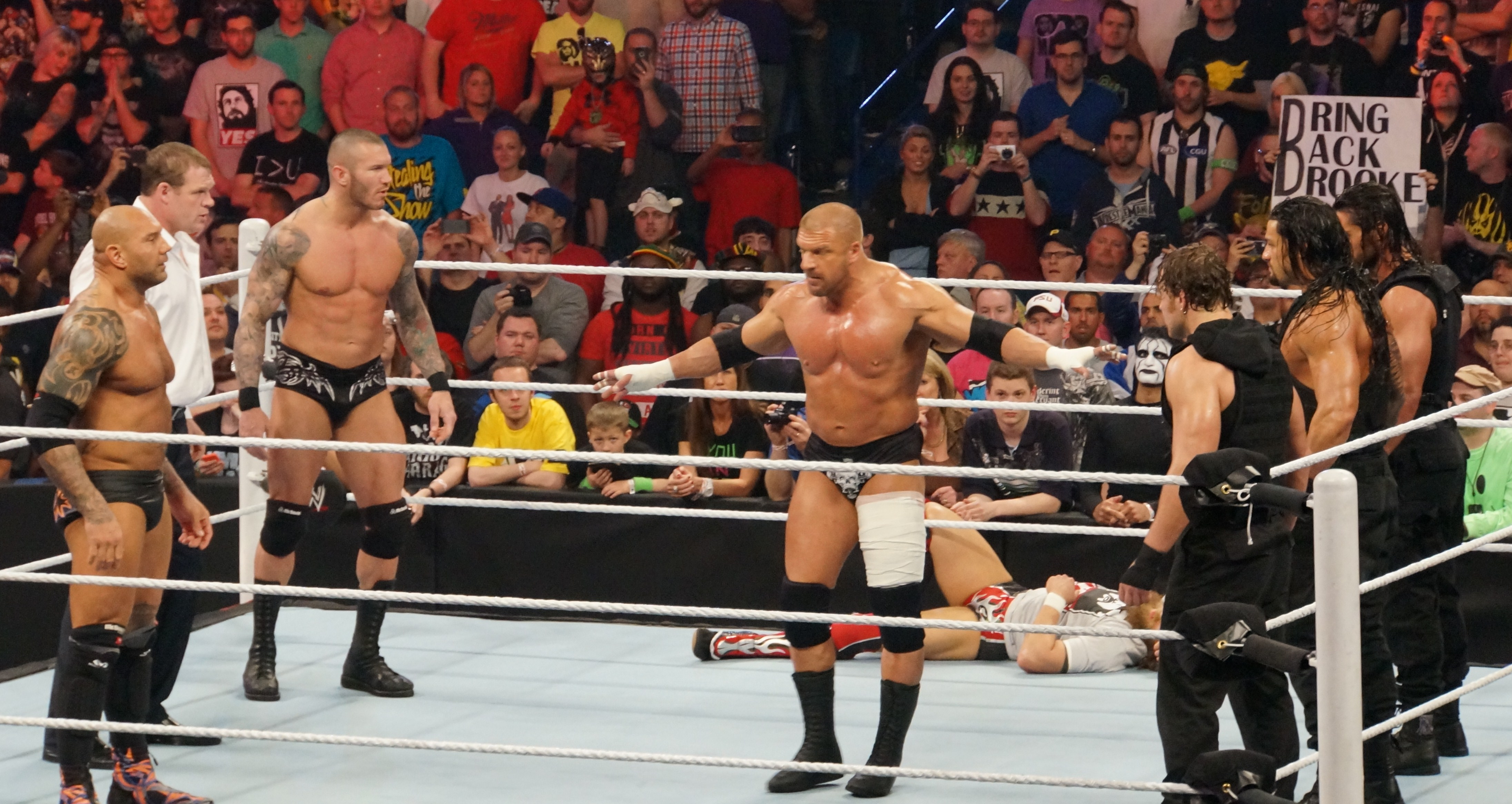
Evolution avec Kane face à The Shield en avril 2014.

Le lendemain à Raw, Triple H défie Daniel Bryan pour le WWE World Heavyweight Championship mais après que ce dernier ait été attaqué par Randy Orton, Batista et Kane, The Shield intervient et attaque The Authority avec Roman Reigns qui Spear Triple H. En guise de punition, The Shield a été forcé de combattre dans un Handicap Match 11 contre 3 où ils se font attaquer par les 11 Superstars. Juste après le match, Randy Orton, Batista et Triple H reforment le clan Evolution en attaquant The Shield. Lors d'Extreme Rules, The Shield bat Evolution et Daniel Bryan conserve son titre contre Kane. Le lendemain à Raw, Dean Ambrose perd son WWE United States Championship au profit de Sheamus après avoir été forcé de défendre son titre dans une Battle Royal. Lors de Payback, Stephanie McMahon renvoie Brie Bella qui lui porte une gifle. Plus tard dans la soirée, The Shield bat à nouveau Evolution dans un No Holds barred Elimination tag team match.

### Arrivée de Seth Rollins et rivalité avec Dean Ambrose, Roman Reigns et les Bella Twins (2014)
Durant les RAW qui précèdent Payback (2014), Stephanie et Triple H entrent aussi en rivalité avec les Bella Twins, plus particulièrement avec Brie Bella  et son mari, Daniel Bryan. Lors du PPV, Brie et son mari confrontent Stephanie car cette dernière avait lancé un ultimatum à Daniel Bryan : soit il rend vacant le WWE World Heavyweight Championship  à cause de sa blessure, soit elle renvoie sa femme. Cette dernière annonce à Stephanie qu’elle ne peut pas la virer car Brie décide de quitter par elle-même la WWE. Après ça, elle gifle Stephanie. Le lendemain à Raw, Batista, frustré de ne pas voir eu de match en un contre un pour le WWE World Heavyweight Championship décide de quitter la WWE. Plus tard dans la soirée, avant le match entre Randy Orton et Roman Reigns, Seth Rollins attaque Dean Ambrose et Roman Reigns avec une chaise et effectue un Heel Turn en rejoignant The Authority.
Lors de Money in the Bank, Seth Rollins remporte le Money in the Bank Ladder Match. Plus tard dans la soirée, John Cena remporte le WWE World Heavyweight Championship dans un Ladder Match qui comprenait Alberto Del Rio, Sheamus, Cesaro, Roman Reigns, Bray Wyatt, Randy Orton et Kane. Lors de Battleground, Seth Rollins bat Dean Ambrose par forfait après que ce dernier ait été éjecté de l'arène. Plus tard dans la soirée, John Cena conserve son titre dans un Fatal four Way Match qui comprenait Roman Reigns, Kane et Randy Orton.
Durant cette période, Stephanie McMahon poursuit sa rivalité avec Brie Bella en mettant sa sœur Nikki Bella chaque semaine dans des matchs handicaps. Le 21 juillet à Raw, Brie Bella fait son retour à la WWE en tant que spectatrice et voit l'arrestation de Stephanie McMahon après lui avoir porté une gifle. Plus tard dans la soirée, Triple H annonce que l'adversaire de John Cena à SummerSlam pour le WWE World Heavyweight Championship sera Randy Orton avant que ce dernier ne se fasse attaquer par Roman Reigns. C'est finalement Brock Lesnar qui effectue son retour et affrontera John Cena. À SummerSlam, Randy Orton perd contre Roman Reigns alors que Stephanie McMahon parvient à battre Brie Bella tout comme Seth Rollins parvient à battre Dean Ambrose et Brock Lesnar bat John Cena pour remporter le WWE World Heavyweight Championship.

### Rivalités avec John Cena puis Sting (2014-2015)

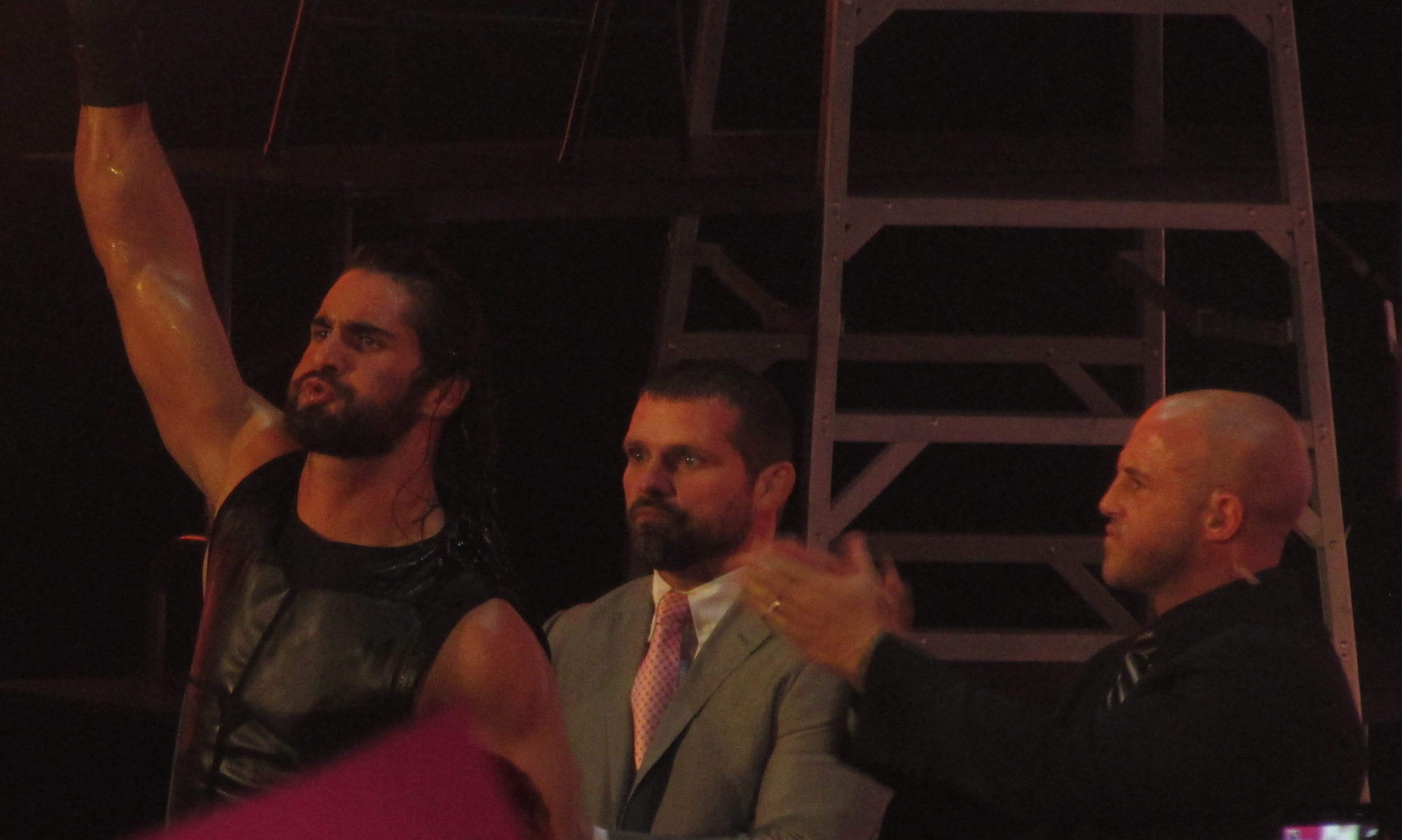
De gauche à droite: Seth Rollins, Jamie Noble et Joey Mercury en décembre 2014.

Aux Survivor Series (2014), la Team Cena, composée de Dolph Ziggler, Ryback, Big Show et Erick Rowan bat la Team Authority (Seth Rollins, Kane, Mark Henry, Rusev et Luke Harper) après une intervention de Sting. Pendant le match, Big Show trahit ses partenaires et rejoint The Authority. The Authority perd alors le contrôle de la WWE mais Seth Rollins force John Cena à les réinstaurer au pouvoir après avoir menacé de tuer Edge en lui brisant la nuque. The Authority vire alors Dolph Ziggler, Erick Rowan et Ryback mais John Cena les fait réengager en gagnant un match handicap contre Seth Rollins,Kane et Big Show, encore une fois grâce à Sting. À partir de la mi-2014, Jamie Noble et Joey Mercury ont commencé à faire des apparitions occasionnelles à l'écran en rejoignant The Authority. Ils sont appelés J&J Security et sont chargés de la sécurité de Seth Rollins. Seth Rollins est ensuite ajouté au match entre John Cena et Brock Lesnar pour le WWE Championship au Royal Rumble. Lors de Royal Rumble (2015), Brock Lesnar sort vainqueur du match et conserve son titre. Lors de Fastlane (2015), Big Show, Kane et Seth Rollins battent Dolph Ziggler, Ryback et Erick Rowan. Après le match, Randy Orton attaque ses anciens partenaires et entre en rivalité avec Seth Rollins marquant le départ d'Orton dans le groupe. Le clan ne comporte alors plus que sept membres (Triple H, Stephanie McMahon, Kane, Big Show, Jamie Noble, Joey Mercury et Seth Rollins).

### Gain du WWE World Heavyweight Championship par Seth Rollins (2015)

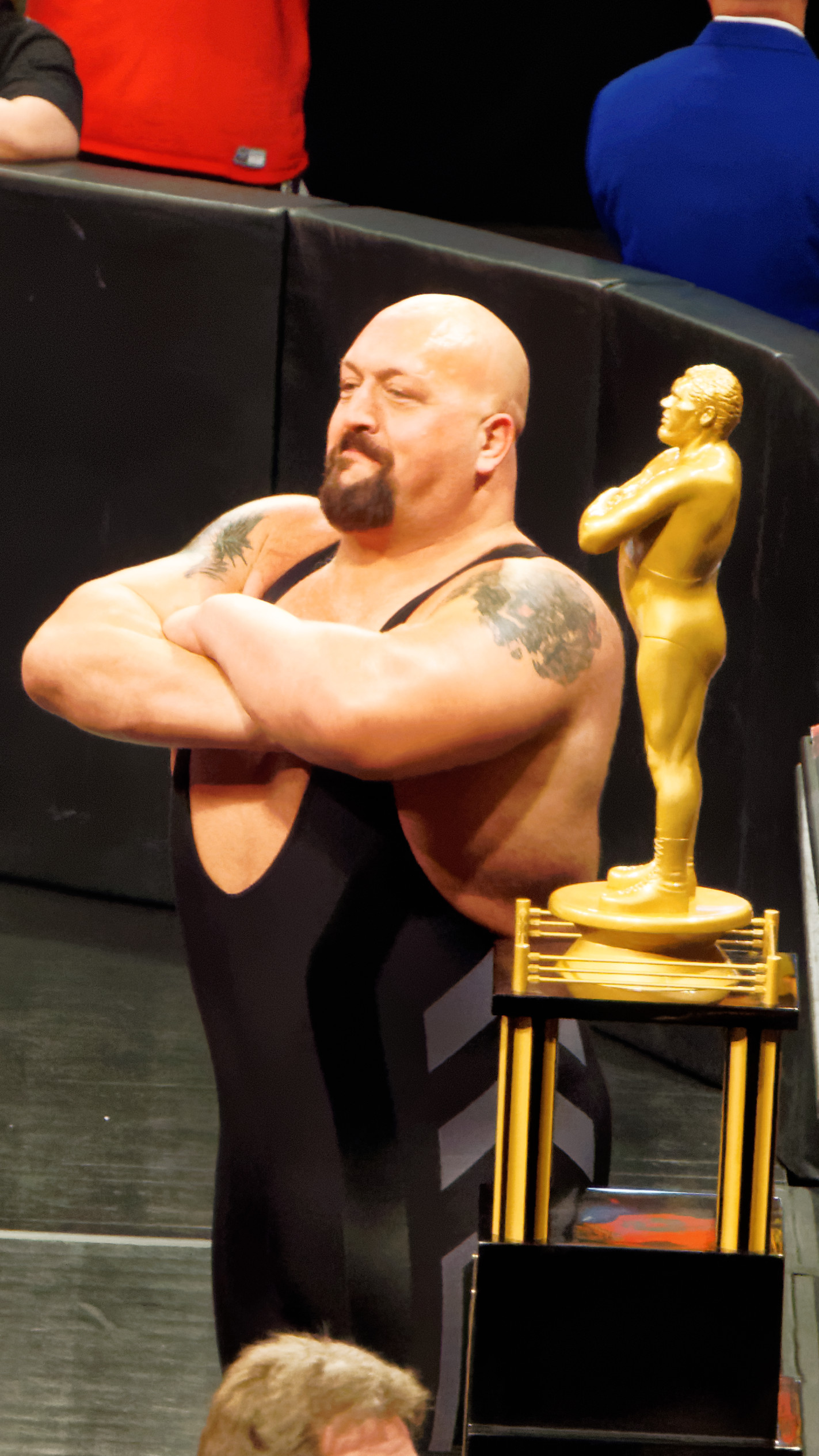
Big Show avec le André the Giant Memorial Trophy.

À WrestleMania 31, Triple H bat Sting grâce à l'intervention de D-Generation X. Peu après le Big Show remporte The André The Giant Memorial Battle Royal.
Seth Rollins, quant à lui, perd contre Randy Orton mais encaisse son contrat Money in the Bank lors du Main Event opposant Brock Lesnar à Roman Reigns pour devenir WWE World Heavyweight Champion. Il conservera son titre face à Randy Orton à Extreme Rules (2015) puis face à Roman Reigns, Randy Orton et Dean Ambrose lors de Payback (2015). Il entrera ensuite en rivalité avec Dean Ambrose et perdra face à lui par disqualification à Elimination Chamber (2015) avant de le battre à Money in the Bank (2015) dans un ladder match pour le titre mondial. À Battleground (2015), Seth Rollins doit défendre son titre face à Brock Lesnar. Il perd le match par disqualification après que The Undertaker ait attaqué Brock Lesnar.
Le lendemain, la J&J Security se font attaquer par Brock Lesnar et quitte le clan. Il entre ensuite en rivalité avec John Cena et le bat à SummerSlam (2015) pour devenir le nouveau WWE United States Champion. Le lendemain à Raw, alors que The Authority célébrait leur victoire, Sting apparaît et attaque Seth Rollins. Ce dernier se voit contraint de défendre son titre mondial face à Sting et son titre de champion des États-Unis face à John Cena à Night of Champions (2015). Il perd son titre face à John Cena mais conserve le WWE World Heavyweight Championship face à Sting. Après le match, Sheamus tente d'encaisser son contrat Money in the Bank mais Kane intervient et attaque Sheamus et Seth Rollins. À la suite de l'intervention de Kane à Night of Champions, Seth Rollins entame une rivalité avec lui qui les mènera à un match en simple au pay-per-view Hell in a cell (2015). Si Kane venait à perdre le match, il devrait quitter ses fonctions de Corporate Kane. Lors de Hell in a Cell, Rollins bat Kane et conserve le WWE World Heavyweight Championship. Les semaines suivantes à RAW, Roman Reigns devient le challenger numéro 1 pour le titre mondial lors des Survivor Series (2015). Toutefois, Seth Rollins est contraint d'abandonner le titre à cause d'une blessure le 4 novembre et quitte donc le clan.

### Rivalité avec Roman Reigns et séparation du groupe (2015-2016)
Lors des Survivor Series, Roman Reigns remporte le WWE World Heavyweight Championship en battant Dean Ambrose mais Sheamus encaisse son contrat et bat Roman Reigns pour le titre. Triple H vient alors féliciter Sheamus qui se range du côté de The Authority. Il conserve sa ceinture lors de TLC: Tables, Ladders and Chairs (2015) mais la perd le lendemain à Raw. Vince McMahon annonce alors que Roman Reigns devra défendre sa ceinture lors du Royal Rumble face à 29 autres catcheurs. Lors du Royal Rumble (2016), Triple H entre en dernière position et gagne le match, devenant Champion du Monde pour la 14e fois. Il perdra son titre à WrestleMania 32 face à Roman Reigns. Peu après Vince McMahon partage le pouvoir de Monday Night Raw entre ses enfants Stephanie McMahon et Shane McMahon ce qui marque définitivement la fin de The Authority.

## Membres du groupe
| Identité           | Arrivée           | Départ          | Notes |
| ------------------ | ----------------- | --------------- | --- |
| Triple H,          | 18 août 2013      | 3 avril 2016    | Leader du groupe, vainqueur du Royal Rumble Match (2016), Champion du Monde poids lourd de la WWE (1) et Chef officiel des opérations de la WWE              |
| Randy Orton,       | 18 août 2013      | 3 novembre 2014 | Champion du Monde poids lourd de la WWE (2) |
| Randy Orton,       | 23 février 2015   | 9 mars 2015     | Champion du Monde poids lourd de la WWE (2) |
| Stephanie McMahon, | 19 août 2013      | 3 avril 2016    | Co-leader du groupe et Vice-président de la WWE |
| Dean Ambrose,      | 19 août 2013      | 17 mars 2014    | Membre de The Shield et Champion des Etats-Unis (1) |
| Roman Reigns,      | 19 août 2013      | 17 mars 2014    | Membre de The Shield, Champion par équipes de la WWE (1) |
| Seth Rollins,      | 19 août 2013      | 17 mars 2014    | Membre de The Shield, Champion par équipes de la WWE (1), Mr Money in the Bank (1), Champion du Monde poids lourd de la WWE (1), Champion des États-Unis (1) |
| Seth Rollins,      | 2 juin 2014       | 5 novembre 2015 | Membre de The Shield, Champion par équipes de la WWE (1), Mr Money in the Bank (1), Champion du Monde poids lourd de la WWE (1), Champion des États-Unis (1) |
| Kane,              | 28 octobre 2013   | 25 octobre 2015 | Directeur des opérations de la WWE |
| Billy Gunn,        | 13 janvier 2014   | 6 avril 2014    | Membre des New Age Outlaws et Champion par équipes de la WWE (1)                                                                                             |
| Road Dogg,         | 13 janvier 2014   | 6 avril 2014    | Membre des New Age Outlaws et Champion par équipes de la WWE (1)                                                                                             |
| Batista,           | 7 avril 2014      | 2 juin 2014     | Membre de l'Evolution, vainqueur du Royal Rumble (2014) |
| Joey Mercury,      | 19 septembre 2014 | 6 juillet 2015  | Garde du corps de Seth Rollins |
| Jamie Noble,       | 19 septembre 2014 | 6 juillet 2015  | Garde du corps de Seth Rollins |
| Big Show,          | 23 novembre 2014  | 26 avril 2015   | Vainqueur de la André The Giant Memorial Battle Royal |
| Vince McMahon,     | 14 décembre 2015  | 4 avril 2016    | Président de la WWE et Co-leader du groupe |

## Incarnations

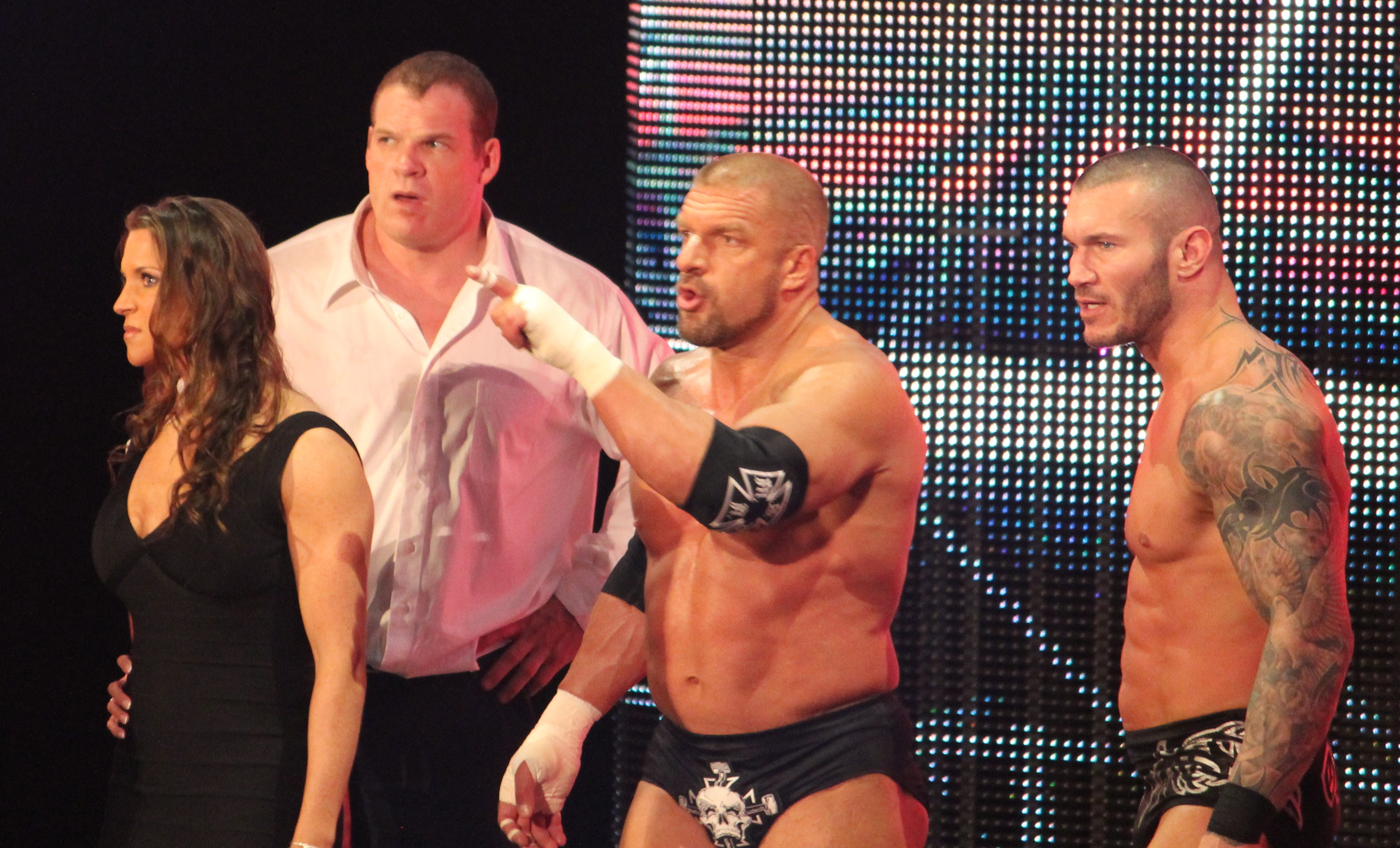
Stephanie McMahon, Kane, Triple H & Randy Orton en 2014.

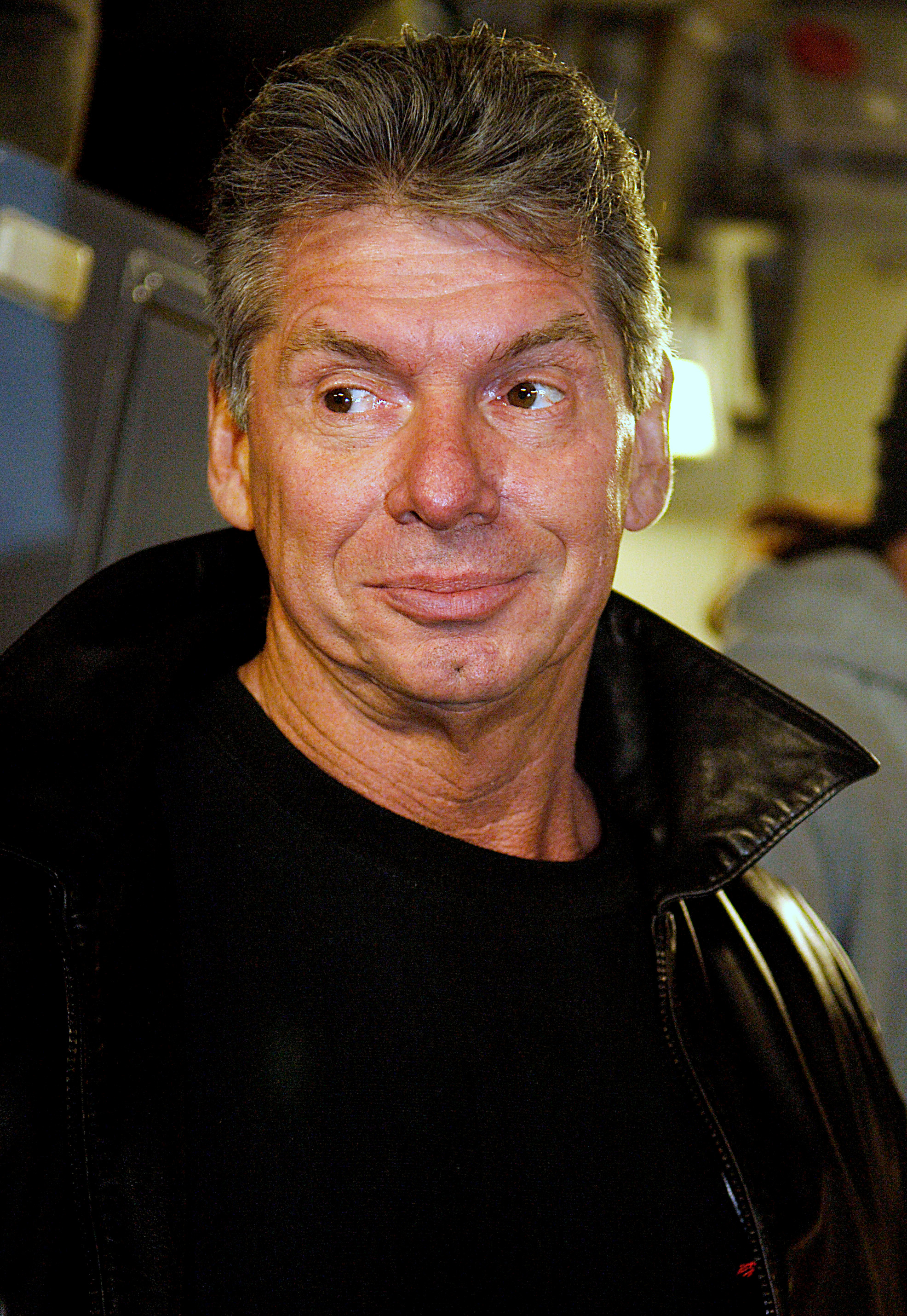
Vince McMahon.

- 1re incarnation :
  - Membres :
    - Triple H (leader)
    - Randy Orton
    - Stephanie McMahon (co-leader)
    - Dean Ambrose
    - Roman Reigns
    - Seth Rollins
    - Kane
    - Billy Gunn
    - Road Dogg
    - Batista
    - Joey Mercury (manager)
    - Jamie Noble (manager)

  - Activité :
    - 18 août 2013 – 23 novembre 2014

- 2e incarnation :
  - Membres :
    - Triple H (leader)
    - Randy Orton
    - Stephanie McMahon (co-leader)
    - Seth Rollins
    - Kane
    - Joey Mercury (manager)
    - Jamie Noble (manager)
    - Big Show
    - Mr. McMahon (co-leader)

  - Activité :
    - 29 décembre 2014 – 3 avril 2016

## Palmarès et accomplissements
- World Wrestling Entertainment

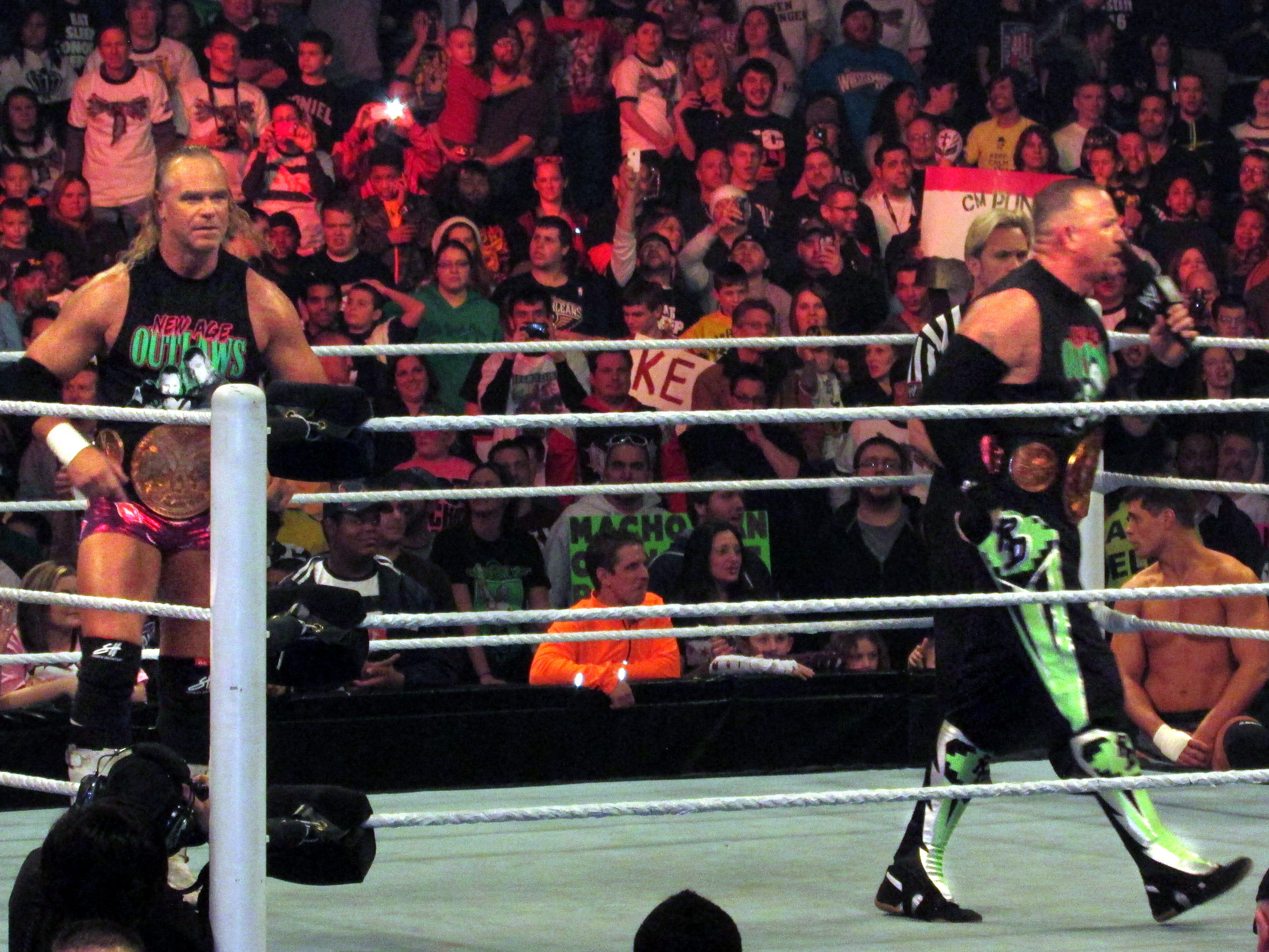
The New Age Outlaws, les WWE Tag Team Champions, en janvier 2014.

  - WWE (World Heavyweight) Championship (4 fois) - Randy Orton (2), Seth Rollins (1), Triple H (1)
  - World Heavyweight Championship 1 (fois) - Randy Orton
  - WWE Tag Team Championship (2 fois) - The Shield (Seth Rollins  et Roman Reigns) (1), The New Age Outlaws (Billy Gunn et Road Dogg) (1)
  - WWE United States Championship (2 fois) - Seth Rollins (1), Dean Ambrose (1)
  - André The Giant Memorial Battle Royal (1 fois) - Big Show
  - Mr. Money in the Bank (2014) - Seth Rollins
  - Royal Rumble Match (2 fois) - Batista (2014), Triple H (2016)
  - Vince McMahon Sr. Legacy of Excellence Award (2016) - Stephanie McMahon
- Slammy Awards (9 fois) 
  - Breakout Star of the Year (2013) - The Shied (Dean Ambrose, Roman Reigns et Seth Rollins)
  - Faction of the Year (2013) - The Shield
  - Fan Participation (2014) - Seth Rollins pour "You Sold Out"
  - Insult of the Year (2013) - Stephanie McMahon pour avoir insulté Big Show
  - Match of the Year (2014) - Équipe Cena vs. The Authority à Survivor Series
  - Rivalry of the Year (2014) contre Daniel Bryan
  - Superstar of the Year (2015) - Seth Rollins
  - Trending Now Hashtag of the Year (2013) - The Shield pour #BelieveInTheShield
  - "What a Maneuver" of the Year (2013) – Roman Reigns pour le spear

- Pro Wrestling Illustrated
  - Rivalité de l'année (2013) - The Authority (contre Daniel Bryan)
  - Rivalité de l'année (2014) - Seth Rollins (contre Dean Ambrose)
  - Catcheurs les plus détestés de l'année (2013) - The Authority
  - Catcheurs les plus détestés de l'année (2014) - Triple H et Stephanie McMahon
  - Catcheur le plus détesté de l'année (2015) - Seth Rollins
  - Équipe de l'année (2013) - The Shield (Roman Reigns et Seth Rollins)
  - Catcheur de l'année (2015) - Seth Rollins

Seth Rollins est classé n ° 1 des 500 lutteurs dans le PWI 500 en 2015.
- Wrestling Observer Newsletter
  - Best Booker (2015) - Triple H (avec Ryan Ward)
  - Most Improved (2013) - Roman Reigns
  - Most Overrated (2013) - Randy Orton
  - Most Overrated (2014) - Kane
  - Tag Team of the Year (2013) - The Shield (Roman Reigns et Seth Rollins)
  - Worst Feud of the Year (2013) - contre Big Show